# Originální zinkografie
Originální zinkografie (fr. paniconographie), zinkový lept a novější fotozinkografie, heliozinkografie (fr. gillotage) je grafická technika pro tisk z výšky, při které se netisknoucí místa na zinkové matrici odstraňují vyleptáním. Jako zinkografie je obvykle označována planografická metoda nahrazující litografii, kterou zavedl Alois Senefelder.

## Historie
Metodu zinkografie vynalezl Francouz Firmin Gillot roku 1852 jako prostředek k tisku kreseb. Roku 1860 ji Angličan Henry James nahradil fotomechanickým přenesením obrazu na fotocitlivou vrstvu na desce. V roce 1870 podobnou metodu, označovanou ve francouzštině jako gillotage, zavedl syn F. Gillota, Charles Gillot. Tato technika, určená k tisku černobílých ilustrací v časopisech a knihách, brzy nahradila starší grafické techniky a užívala se v knihtisku až do konce 20. století. Kolem roku 1880 byla zavedena další inovace, která umožňovala tisk půltónových a barevných ilustrací.
Jedním z prvních umělců pracujících touto technikou (s využitím mastných litografických prostředků či asfaltového laku) byl William Blake.

## Postup
Štoček pro originální zinkografii tvoří zinková nebo měděná deska, jejíž povrch se zmatní nasyceným roztokem kamence s přídavkem kyseliny dusičné. Kresba se provádí mastnou litografickou křídou, litografickou tuší nebo roztokem asfaltu v benzolu. Půltóny je možno vytvořit předem pomocí akvatintového zrna, nebo po zhotovení kresby stříkáním laku pomocí kartáčku a sítka. Deska se pak opakovaně leptá ředěnou kyselinou dusičnou (měděná deska chloridem železitým) a dostatečně vyleptané plochy se postupně zakrývají asfaltovým lakem. Hotový štoček se tiskne v knihtiskařských strojích.
Pro tisk fotografických předloh se zinková deska pod infračerveným světlem opatřila fotocitlivou vrstvou emulze (polyvinylalkohol + senzibilátor) a usušila. Na ni se kontaktním způsobem přenesl předem připravený rastrový negativ obrázku, prosvítil UV světlem a deska se pak vyvolala. Osvícená místa emulze ztuhla a přilnula k podkladu, zatímco neosvícené partie bylo možno odmýt vodou. Poté se deska obarvila červeným barvivem, aby bylo možno zkontrolovat případné defekty krytu, lehce vypálila a leptala.